# Edward Doyle
Edward Doyle (* 9. März 1964) ist ein irischer Springreiter.

## Werdegang
Edward Doyle ist Springreiter, Trainer, Züchter und Verkäufer. 
Im Alter von vier Jahren begann er mit dem Reiten. Mit seinem ersten Pferd „James Bindung“ war er sehr erfolgreich.
Während der 1990er-Jahre war Doyle zweimal irischer Meister. 2000 war er Mannschaftskapitän im CSIO Athen auf „Windgate King Koal“. Edward Doyle ist verheiratet. 

## Erfolge
- Goldmedaille bei den Europäischen Pony-Meisterschaften 1981
- Nationaler Irischer Meister 1995 und 1997